# Velká mešita (Drač)
Velká mešita (albánsky Xhamia e madhë) je centrální mešita pro muslimy ve městě Drač (Durrës) v Albánii. Nachází se na třídě Bulevardi Epidamn v samotném centru města, v blízkosti budovy radnice.
Mešita byla budována v 30. letech 20. století. Stavební práce byly zahájeny místními obyvateli v roce 1931, dokončena byla o sedm let později. Koberce pro mešitu byly dovezeny z Íránu a jejich dovoz zafinancován místní muslimskou obcí. Mešita sloužila až do 60. let 20. století; v souvislosti s plánem ateizace albánské společnosti po vzoru Kulturní revoluce byla přebudována na kulturní centrum pro mládež. Původní minaret byl zbořen. Po roce 1991 mohla opět sloužit původnímu účelu; tři roky trvala opětovná rekonstrukce stavby za pomoci arabských zemí, které poskytly nezbytné finance. V roce 1994 začala mešita opět sloužit věřícím. Další obnova stavby byla uskutečněna v roce 2005.